# Парабола
За стилску фигуру, погледајте Парабола (књижевност)
Парабола (старогрч. παραβολή, поређење) је крива у равни, која може да се представи као конусни пресек створен пресеком равни са правим кружним конусом, при чему је раван паралелна са изводницом конуса. Парабола се може дефинисати и као геометријско место тачака у равни које су једнако удаљене од тачке (фокуса) и дате праве (директрисе).
Један опис параболе обухвата тачку (фокус) и линију (директоријум). Фокус не лежи на директриси. Парабола је геометријско место тачака у тој равни које су једнако удаљене и од директрисе и од фокуса. Алтернативни опис параболе је као конусни пресек, створен од пресека десне кружне конусне површине и равни паралелне другој равни која је тангенцијална конусној површини.
У Декартовим координатама, парабола са осом паралелном са осом y, врхом у (h, k), са фокусом у (h, k + p) и директрисом y = k - p, где је p растојање од врха до фокуса, описује се једначином:
{\displaystyle (x-h)^{2}=4p(y-k)\,}
а парабола са осом паралелном са осом x једначином
{\displaystyle (y-k)^{2}=4p(x-h)\,}
Још општије, парабола је крива у Декартовом координатном систему дефинисана несводљивом једначином облика
{\displaystyle Ax^{2}+Bxy+Cy^{2}+Dx+Ey+F=0\,}
где је {\displaystyle B^{2}=4AC\,}, сви коефицијенти су реални бројеви, {\displaystyle A\not =0\,}, {\displaystyle C\not =0\,}, и где постоји више од једног решења које дефинише тачке параболе (x, y).

## Особине
Парабола је осно симетрична. Оса симетрије пролази фокусом параболе и окомита је на директрису. Ротацијом параболе око њене осе симетрије настаје параболоид. 
За параболу се каже да је у нормалном положају, када је њена оса паралелна с осом {\displaystyle x} или {\displaystyle y}. 
Парабола се може дефинисати као конусни пресек с нагибом који је једнак један. Из тог произилази, да су све параболе сличне. Парабола се може схватити као граница низа елипсе, у којој је један од фокуса стационаран, а други се постепено удаљава до бесконачности. 

### Математички записи
Имплицитни запис
{\displaystyle \|XF\|=\|Xd\|\,\!}
Скуп свих тачака X у равни, које имају исту удаљеност од фокуса F и од директрисе d, која не пролази фокусом F. 

#### Декартов координатни систем
Стандардни опис параболе: 

 – врх параболе са координатама m, n 

F – фокус параболе 

d – директриса 

o – оса парабола  

{\displaystyle |DF|=p} – величина параметра, {\displaystyle p>0\,\!}

{\displaystyle |DV|=|FV|={p \over 2}\,\!}

 – произвољна тачка која припада параболи 

##### Канонски облик једначине
Канонски (нормални) облик једначине параболе у нормалном положају (оса параболе је паралелна са осом {\displaystyle x} те за врх параболе {\displaystyle V=[x_{0},y_{0}]}) вреди
{\displaystyle {(y-y_{0})}^{2}=2p(x-x_{0})}
За {\displaystyle p>0} парабола је отворена десно, а за {\displaystyle p<0} парабола је отворена лево. За {\displaystyle x_{0}=0,y_{0}=0} добија се парабола с врхом у координатном почетку. 
Фокус тако задане параболе има координате 
{\displaystyle \left[x_{0}+{\frac {p}{2}},y_{0}\right]}
а директриса је описана једначином 
{\displaystyle x=x_{0}-{\frac {p}{2}}}
Канонски облик једначине параболе с осом у координатној оси {\displaystyle y} и врхом у координатном почетку се може записати као
{\displaystyle x^{2}=2py}
За {\displaystyle p>0} парабола је отворена према горе, а за {\displaystyle p<0} отворена је према доле.

##### Једначина конусног пресека
Ако се у једначини конусног пресека уврсти {\displaystyle a_{11}=a_{12}=0} и {\displaystyle a_{13}a_{22}\neq 0}, добија се парабола у нормалном положају (оса параболе је паралелна с осом {\displaystyle x}), која има дисектрису 
{\displaystyle x={\frac {a_{23}^{2}+a_{13}^{2}-a_{22}a_{23}}{2a_{22}a_{13}}}}
фокус има координате
{\displaystyle F=\left[{\frac {a_{23}^{2}-a_{13}^{2}-a_{22}a_{33}}{2a_{22}a_{13}}},\;-{\frac {a_{23}}{a_{22}}}\right]}
а координате врха су 
{\displaystyle V=\left[{\frac {a_{23}^{2}-a_{22}a_{33}}{2a_{22}a_{13}}},\;-{\frac {a_{23}}{a_{22}}}\right]}
Параметар има вредност 
{\displaystyle |p|=\left|{\frac {a_{13}}{a_{22}}}\right|}
Слично у случају {\displaystyle a_{12}=a_{22}=0} и {\displaystyle a_{11}a_{23}\neq 0} добија се парабола у нормалном положају (оса параболе је паралелна с осом {\displaystyle y}). За директрису, фокус, врх и параметар добија асе
{\displaystyle y={\frac {a_{13}^{2}+a_{23}^{2}-a_{11}a_{13}}{2a_{11}a_{23}}}}
{\displaystyle F=\left[-{\frac {a_{13}}{a_{11}}},\;{\frac {a_{13}^{2}-a_{23}^{2}-a_{11}a_{33}}{2a_{11}a_{23}}}\right]}
{\displaystyle V=\left[-{\frac {a_{13}}{a_{11}}},\;{\frac {a_{13}^{2}-a_{11}a_{33}}{2a_{11}a_{23}}}\right]}
{\displaystyle |p|=\left|{\frac {a_{23}}{a_{11}}}\right|}
Парабола се из општег до нормалног положаја може превести ротацијом координатног система о угао {\displaystyle \alpha } датог изразом
{\displaystyle \operatorname {tg} 2\alpha ={\frac {2a_{12}}{a_{11}-a_{22}}}}

##### Карактеристике параболе у односу на њен положај
- Оса параболе {\displaystyle o} je paralelna s osom {\displaystyle x} имајући минимум (тачка ) на оси {\displaystyle x}.

Темена једначина: 
{\displaystyle (y-n)^{2}=2p(x-m)\,\!}
Параметарска једначина: 
{\displaystyle x={p \over 2}t^{2}+m\,\!}

{\displaystyle y=pt+n\,\!}
Ошшта једначина: 
{\displaystyle y^{2}+Ax+By+C=0,A\neq 0\,\!}
Једначина директрисе:  
{\displaystyle x=m-{p \over 2}\,\!}
Једначина тангенте у тачки {\displaystyle T[x_{0},y_{0}]}: 
{\displaystyle (y-n)(y_{0}-n)=p(x+x_{0}-2m)\,\!}
Оса параболе {\displaystyle o} је паралелна са осом {\displaystyle x} имајући максимум (тачка ) на оси {\displaystyle x}.

Темена једначина: 
{\displaystyle (y-n)^{2}=-2p(x-m)\,\!}
Параметарска једначина: 
{\displaystyle x=-{p \over 2}t^{2}+m\,\!}

{\displaystyle y=-pt+n\,\!}
Општа једначина: 
{\displaystyle y^{2}+Ax+By+C=0,A\neq 0}
Једначина директрисе: 
{\displaystyle x=m+{p \over 2}\,\!}
Једначина тангенте у тачки {\displaystyle T[x_{0},y_{0}]}: 
{\displaystyle (y-n)(y_{0}-n)=-p(x+x_{0}-2m)\,\!}
- Оса параболе {\displaystyle o} је паралелна са осом {\displaystyle y} имајући минимум. Конвексна парабола.

Темена једначина: 
{\displaystyle (x-m)^{2}=2p(y-n)\,\!}
Параметарска једначина: 
{\displaystyle x=pt+m\,\!}

{\displaystyle y={p \over 2}t^{2}+n\,\!}
Општа једначина: 
{\displaystyle x^{2}+Ax+By+C=0,B\neq 0}
Једначина директрисе: 
{\displaystyle y=n-{p \over 2}\,\!}
Једначина тангенте у тачки {\displaystyle T[x_{0},y_{0}]}: 
{\displaystyle (x-m)(x_{0}-m)=p(y+y_{0}-2n)\,\!}
- Оса параболе {\displaystyle o} је паралелна с осом {\displaystyle y} имајући максимум. Конкавна парабола.

Темена једначина: 
{\displaystyle (x-m)^{2}=-2p(y-n)\,\!}
Параметарска једначина: 
{\displaystyle x=-pt+m\,\!}

{\displaystyle y=-{p \over 2}t^{2}+n\,\!}
Општа једначина:  
{\displaystyle x^{2}+Ax+By+C=0,B\neq 0}
Једначина директрисе: 
{\displaystyle y=n+{p \over 2}\,\!}
Једначина тангенте у тачки {\displaystyle T[x_{0},y_{0}]}: 
{\displaystyle (x-m)(x_{0}-m)=-p(y+y_{0}-2n)\,\!}

##### Узајамни однос параболе и праве
Ако се реши систем једначина параболе и праве. 
Уколико се добије линеарна једначину, која има решења - права сече параболу у једној тачки. 
Уколико линеарна једначина нема решења - права и парабола се мимоилазе. 
Уколико се добије квадратна једначина и дискриминанта {\displaystyle D} је: 
- > 0 два решења - права сече параболу у две тачке
- = 0 једно решење - права је параболи тангента
- < 0 нема решења - права и парабола се мимоилазе

#### Поларни координатни систем
Парабола с фокусом у почетку координатног система и с врхом на негативној полуоси x записује се помоћу једначине:
{\displaystyle r(1-\cos \varphi )=p\,}
где {\displaystyle p>0} је параметар параболе. 
Из тог је видљиво, да параметар параболе има такође значење половине дужине тзв. latus rectum, тако да је и тетива конусног пресека нормална на главну осу у фокусу {\displaystyle F}. Код параболе се та вредност изједначава са четвероструком дужином фокусне удаљености.
Поларном једначином је могуће доказати, да парабола настане кружном инверзијом кардиоиде.

## Парабола у реалном свету
Трајекторије тела која се крећу у хомогеном гравитацијском пољу су параболе. 
По параболи се такође крећу тела у централним гравитацијским пољима, ако је њихова брзина тачно једнака другој космичкој брзини, а смер им се поклапа са смером тог поља. Нпр. пут, по којем се крећу неке комети, су веома сличне параболи.
Ако се зрак који прилази параболи (или параболоиду) паралелно са осом симетрије одбије од параболе/параболоида, пролазиће фокусом. То је разлог, зашто се производе параболична огледала и антене (нпр. код аутомобила, двогледа, телекомуникацијских сателита и сл.).

## Napomene
1. ↑  The tangential plane just touches the conical surface along a line, which passes through the apex of the cone.